# At Last!
At Last! é o álbum de estreia da cantora americana Etta James, lançado originalmente em 1961, pela gravadora Argo Records. Na lista dos 500 Maiores Álbuns de Todos os Tempos da revista Rolling Stone, o álbum ficou no número 116. Este álbum está na lista dos 200 álbuns definitivos no Rock and Roll Hall of Fame.

## Lista de faixas
| Lado A |                               |                                                        |         |  |
| N.º    | Título                        | Música                                                 | Duração |  |
| 1.     | "Anything to Say You're Mine" | Sonny Thompson                                         | 2:35    |  |
| 2.     | "My Dearest Darling"          | Eddie Bocage, Paul Gayten                              | 3:01    |  |
| 3.     | "Trust in Me"                 | Milton Ager, Jean Schwartz, Ned Weaver                 | 2:57    |  |
| 4.     | "A Sunday Kind of Love"       | Barbara Belle, Anita Leonard, Louis Prima, Stan Rhodes | 3:14    |  |
| 5.     | "Tough Mary"                  | Lorenzo Manley                                         | 2:24    |  |

| Lado B |                                   |                                      |         |  |
| N.º    | Título                            | Música                               | Duração |  |
| 1.     | "I Just Want to Make Love to You" | Willie Dixon                         | 3:04    |  |
| 2.     | "At Last"                         | Mack Gordon, Harry Warren            | 3:00    |  |
| 3.     | "All I Could Do Was Cry"          | Billy Davis, Gwen Fuqua, Berry Gordy | 2:57    |  |
| 4.     | "Stormy Weather"                  | Harold Arlen, Ted Koehler            | 3:07    |  |
| 5.     | "Girl of My Dreams"               | Sunny Clapp                          | 2:20    |  |

| Faixa bônus Todas as músicas gravadas em duetos com Harvey Fuqua |                       |                   |         |  |
| N.º                                                              | Título                | Música            | Duração |  |
| 1.                                                               | "My Heart Cries"      | Fuqua, Etta James | 2:36    |  |
| 2.                                                               | "Spoonful"            | Dixon             | 2:50    |  |
| 3.                                                               | "It's a Crying Shame" | Fuqua, James      | 2:54    |  |
| 4.                                                               | "If I Can't Have You" | Fuqua, James      | 2:50    |  |

## Crítica
| Críticas profissionais | Críticas profissionais |
| Avaliações da crítica  | Avaliações da crítica  |
| Fonte                  | Avaliação              |
| ---------------------- | ---------------------- |
| AllMusic               | [ 4 ]                  |